# Hummelholm (vid Vandrock, Nagu)
Hummelholm är en ö nära Vandrock i Nagu,  Finland.   Den ligger i Pargas stad i den ekonomiska regionen  Åboland  och landskapet Egentliga Finland. Ön ligger omkring 4 kilometer öster om Vandrock, omkring 7 kilometer nordväst om Nagu kyrka,  37 kilometer sydväst om Åbo och 170 km väster om Helsingfors. Närmaste allmänna förbindelse är förbindelsebryggan vid Innamo som trafikeras av M/S Falkö. Arean är 0,11 kvadratkilometer.
Terrängen på Hummelholm är mycket platt. Öns högsta punkt är 18 meter över havet. I omgivningarna runt Hummelholm växer i huvudsak barrskog.